# Eupithecia costiconvexa
Eupithecia costiconvexa là một loài bướm đêm trong họ Geometridae.